# 米香

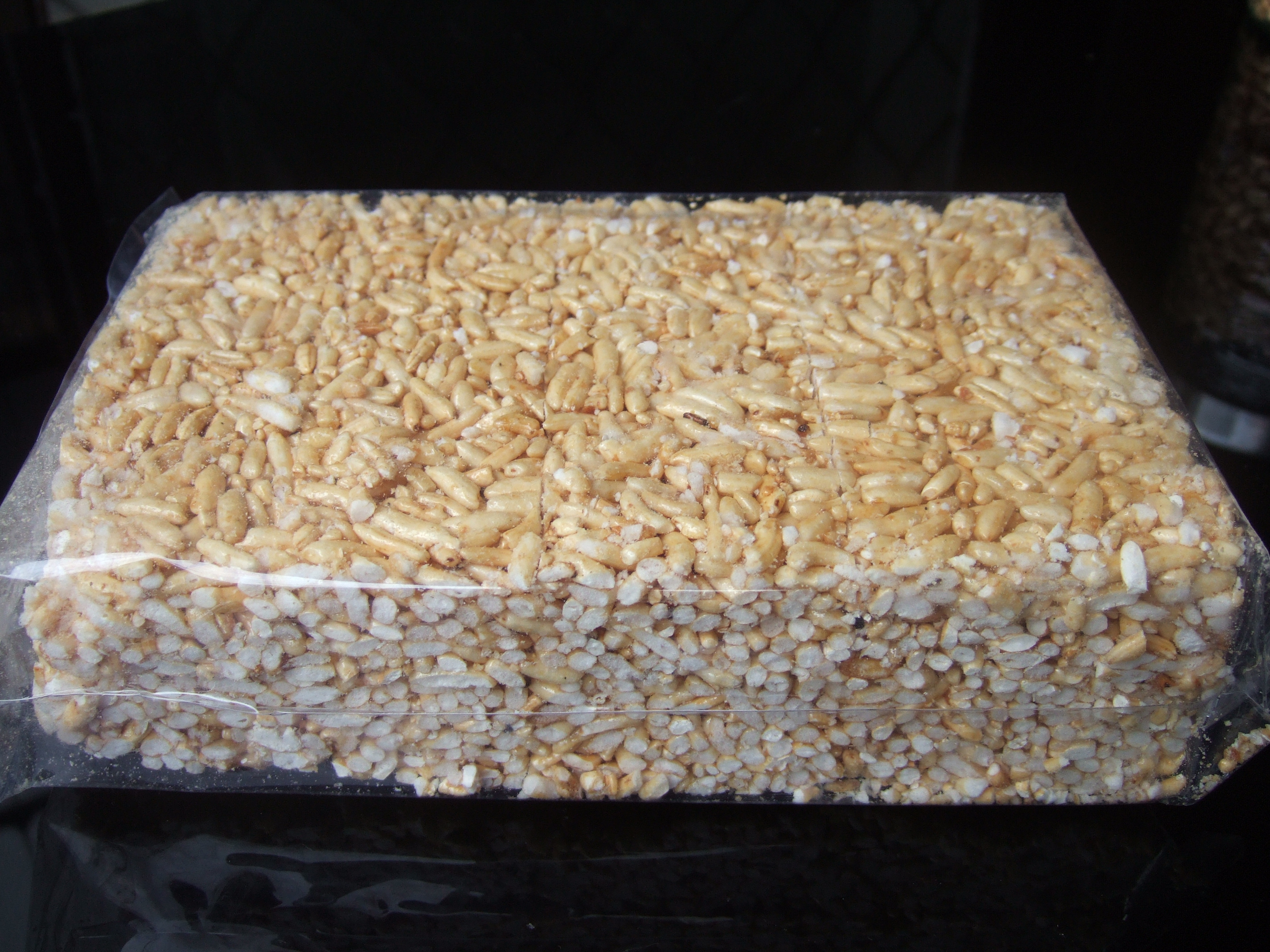
爆米香

米香，又稱米通、大米香、米芳，是中国东北及华北水稻種植區、中國南方大部分地區、香港、澳門、日本、臺灣、越南、印度以及許多世界其他地區常見之零嘴及小吃，類似玉米花，常混合糖漿或麥芽糖冷卻後製成餅狀。
米香可搭配其它食品一起製作，例如：花生、芝麻、魚乾、南瓜籽、海苔、堅果、葡萄乾……等食材混入，完成後，再淋上熱糖漿即可。米香的形狀視模具而定，由於板狀米香易於切成長條狀，通常會用滾刀或菜刀切成小方塊，利於裝取食用，若是圓形米香，則視外形大小做為何用途：大可當禮餅贈予，小可做甜點、零食食用。

## 製程

### 爆米香
米香的材料是稻米，放入壓力爐內，滾動壓力爐進行加熱，在加热過程中，米粒內的水份在壓力鍋内受热，但體積無法增大。當壓力爐打開时，爐內壓力突然得到釋放，米粒水份瞬間轉為氣體，內部高壓氣來不及釋放，因此炸破產生爆炸聲響。
在台灣爆米香的小販，會在壓力爐打開前，用台語喊：「欲磅啊！（快爆了！）」，所以被稱作「磅米芳」，或是寫作「砰米芳」、「磅米花」。

### 炸米香
若是選擇熟飯為食材，由於熟飯的米粒含有水份，為利於油炸，得先脫水，再行油炸，此法稱作炸米香。炸米香能否使米粒均勻受熱，得視脫水程度，也會影響油炸時間與口感；反之，米粒若有水份，得須利用高溫將水份汽化，此法會因為油炸的時間過長，造成米香燒焦，口感較硬實。
炸米香主要製程是：生米蒸煮→脫水→油炸，會因為各步驟使用的容器不同，致使米香裡每顆米粒的形狀受到改變或斷裂，加上內部結構較不均勻，因此在油炸後，米香會出現不均勻的小泡泡，表面較不完整光滑。
在台灣傳統習俗中，炸米香起鍋後會至於圓形模具之中，作成圓形宴請賓客，象徵「圓滿、如意」。

### 其他種類的米香
除了使用傳統白米，近年來也有使用其他穀物製成的各式爆米香，其中包括糙米、薏仁，甚至小麥、高粱、糯米、小米、紫米等等。
而台灣也有與傳統爆米香不同，不添加麥芽糖型塑米香，而是純粹以壓力爆製穀物的純米香，也有使用義大利麵所爆製的爆米麵，包括螺旋麵、貝殼麵、直條麵或卡通圖案的麵體，讓爆米香結合古法的製程，融入新的原料而呈現各式嶄新的樣貌。